# گورستان قزوین صحرا
گورستان قزوین صحرا مربوط به هزاره اول قبل از میلاد است و در شهرستان سیاهکل، بخش دیلمان، دهستان دیلمان، روستای گولک (حد فاصل بین روستاهای گولک و میکال) واقع شده و این اثر در تاریخ ۷ اسفند ۱۳۸۶ با شمارهٔ ثبت ۲۱۵۴۴ به‌عنوان یکی از آثار ملی ایران به ثبت رسیده‌است.